# Iduronidase
 (mars 2015).
Si vous disposez d'ouvrages ou d'articles de référence ou si vous connaissez des sites web de qualité traitant du thème abordé ici, merci de compléter l'article en donnant les références utiles à sa vérifiabilité et en les liant à la section « Notes et références ».
L'iduronidase est une enzyme de nature peptidique qui catalyse la réaction d'hydrolyse de l'acide iduronique dans les molécules de dermatane sulfate ou d'héparane sulfate pour la dégradation des glycosaminoglycanes.
Le gène codant l'iduronidase se trouve sur le chromosome 4 humain.

## Pathologie
Le gène codant l'iduronidase (4p16.3) peut être touchée par une mutation qui donnera le syndrome de Hurler (ou gargoylisme). 
Cela donnera des défauts au niveau de la peau et des articulations en particulier, donnant l'aspect de « gargouille » aux personnes touchées (à l'origine du nom de gargoylisme).
Le syndrome de Hurler est une pathologie héréditaire se transmettant de manière autosomique récessive.
1. 1 2 3  GRCh38: Ensembl release 89: ENSG00000127415 - Ensembl, May 2017
2. 1 2 3  GRCm38: Ensembl release 89: ENSMUSG00000033540 - Ensembl, May 2017
3. ↑  « Publications PubMed pour l'Homme », sur National Center for Biotechnology Information, U.S. National Library of Medicine
4. ↑  « Publications PubMed pour la Souris », sur National Center for Biotechnology Information, U.S. National Library of Medicine